# Казачек, Анатолий Петрович
Анатолий Петрович Казачек (1899—1967) — советский учёный, кандидат технических наук, профессор.
Автор более 30 научных работ; им были созданы «Правила по охране сооружений от вредного влияния горных разработок для медно-колчеданных рудников Урала» и «Правила для рудников Черемховского бассейна», составлена инструкция по наблюдению за сдвижением земной поверхности рудников Урала.

## Биография
Родился 2 ноября 1899 года в местечке Кременец Волынской губернии, ныне Тернопольской области Украины, в семье Петра Аполлинарьевича — строительного рабочего, и Ольги Никаноровны − домохозяйки.
С 14 лет начал работать подручным плотника в Кременце, а затем плотником на чугунолитейном заводе в Кременчуге. С августа 1920 года служил в Красной Армии, участвовал в боях на территории Западной Украины, командовал взводом в 1-й Конной армии С. М. Будённого.
После демобилизации с 1925 года учился на рабфаке в Симферополе. Окончив рабфак, в 1927 году поступил в Ленинградский горный институт, который окончил в 1931 году с квалификацией горного инженера-маркшейдера. Затем поступил в аспирантуру этого же института, где проучился до 1936 года. Одновременно работал по совместительству научным сотрудником и учёным секретарём Центрального научно-исследовательского маркшейдерского бюро. Защитил диссертацию и получил учёную степень кандидата технических наук. После этого по приказу Наркомтяжпрома СССР был направлен на работу в Томский индустриальный институт (ныне Томский политехнический университет).
В 1936—1938 годах Казачек был доцентом кафедры маркшейдерского дела. В годы Великой Отечественной войны он по совместительству являлся управляющим и главным инженером Западно-Сибирского отделения Союзмаркштреста Наркомугля СССР. В 1948 году ему было присвоено персональное звание горного директора. В 1949—1950 годах — декан горного факультета. С 1950 года был проректором по учебной работе. В 1963 году по конкурсу избран на должность профессора кафедры геодезии и меркшейдерского дела, которой руководил с 1938 года.
За годы работы в институте Казачек читал лекционные курсы: «Маркшейдерские работы», «Теория погрешностей и способ наименьших квадратов», «Уравнивание маркшейдерских и геодезических наблюдений», «Геометризация недр». Руководил курсовым и дипломным проектированием студентов маркшейдерской специальности, учебными и производственными практиками, подготовкой аспирантов. Под его руководством было подготовлено 5 кандидатов наук, выпущено более 400 инженеров-маркшейдеров. В числе учеников А. Казачека — «Почётный работник высшей школы РФ» Лукьянов Виктор Григорьевич, профессор кафедры горного дела и геодезии Толмского политехнического университета.
Наряду с научно-преподавательской, занимался общественной деятельностью — был секретарём партбюро горного факультета и института, членом Кировского райкома КПСС и Томского горкома КПСС. Некоторое время был редактором институтской газеты «За кадры».
Умер 5 февраля 1967 года в Томске. Похоронен на городском кладбище «Томск-2».

## Награды
- Был награждён орденами Трудового Красного Знамени и «Знак Почёта», знаком «Шахтёрская слава», а также медалями, в числе которых «За доблестный труд в Великой Отечественной войне 1941—1945 гг.» и «За трудовую доблесть. В ознаменование 100-летия со дня рождения В. И. Ленина».